# Utricularia albiflora
Utricularia albiflora är en tätörtsväxtart som beskrevs av Robert Brown. Utricularia albiflora ingår i släktet bläddror, och familjen tätörtsväxter. Inga underarter finns listade i Catalogue of Life.